# Marcin Pilis
Marcin Pilis (ur. 8 sierpnia 1974 w Myszkowie) – polski pisarz, autor powieści i opowiadań.

## Życiorys
Ukończył studia na Wydziale Nauk Społecznych na Uniwersytecie Śląskim, jest absolwentem Liceum Ogólnokształcącego im. mjr. Henryka Sucharskiego w Myszkowie, pracował jako dziennikarz w prasie lokalnej. Debiutował powieścią Opowieść nawiasowa w 2006 roku.  
Jego powieść Łąka umarłych była nominowana do Nagrody Literackiej Srebrny Kałamarz. W 2013 roku zajęła drugie miejsce w plebiscycie na książkę roku portalu Książka zamiast kwiatka. Powieść Zemsta kobiet została najlepszą książką na lato (głosowanie internautów) portalu Granice.pl (proza polska, 2019), znalazła się w finale plebiscytu na Polską Książkę Roku w konkursie literackim „Brakująca Litera”. 
Książka Cisza w Pogrance została uhonorowana Nagrodą Literacką im. Józefa Mackiewicza.
Powieść Mnogość rzeczy została nagrodzona literacką nagrodą miesięcznika Nowe Książki".
Fragmenty książek, opowiadania, recenzje jego utworów i wywiady były zamieszczane w „Śląsku”, „Afroncie”, „Art-Papierze”, „Nowym Zagłębiu”, „Sosnarcie”, „Dzienniku Zachodnim”, „Newsweeku”, „Wprost”, dwumiesięczniku naukowym „Ruch Literacki”, miesięcznikach Magazyn Literacki „Książki”, „Fanbook”, „Nowe Książki”. 
Pisze książki łączące elementy powieści obyczajowej i psychologicznej z wątkami historycznymi. Jego utwory cechuje realizm w obrazowaniu stosunków międzyludzkich, bohaterowie zmuszeni do dokonywania trudnych wyborów. 
Powieść Łąka umarłych była przedmiotem analiz literackich w artykułach i opracowaniach poświęconych literaturze pojedwabieńskiej, m.in. w roczniku naukowym „Narracje o Zagładzie”, M. Tomczok, Co stoi za stodołą? Przemiany toposu pojedwabieńskiego..., s. 83, dwumiesięczniku „Ruch Literacki”, Nechleben, a topika Zagłady, Zeszyt 4/355, 2019 (s. 394), wydawanym przez Komisję Historyczno-Literacką PAN, Poznańskich Studiach Polonistycznych. Seria Literacka, nr 25/2015, Po Jedwabnem. Narodziny popularnej powieści rozliczeniowej, s. 266–269.

## Twórczość
- Opowieść nawiasowa, Wydawnictwo Progres 2006
- Relikwia, Wydawnictwo Bliskie/SOL 2009
- Łąka umarłych, Wydawnictwo SOL 2010
- Zatrute pióra, Wydawnictwo Replika 2012 (udział w antologii opowiadań)
- Zemsta kobiet, Wydawnictwo Lira 2019
- Łąka umarłych, wydanie rozszerzone, Wydawnictwo Lira 2020
- Cisza w Pogrance, Wydawnictwo Lira 2021
- Mnogość rzeczy, Wydawnictwo Lira 2022
- Granice wojny, Wydawnictwo Lira 2023